# آزاد (فیلم ۱۹۷۸)
آزاد (به هندی: Azaad) فیلمی محصول سال ۱۹۷۸ و به کارگردانی پرامود چاکراوارتی است. در این فیلم بازیگرانی همچون درمندرا، هما مالینی، پریم چوپرا، کشتو موکرجی، شوما آناند ایفای نقش کرده‌اند.